# Broa de mel
Broa de mel é um bolo ou biscoito português com sabor a mel, feito com ingredientes e especiarias que podem incluir farinha de trigo, ovos, mel e açúcar, ou ainda azeite, pinhões, vinho doce, café, sal, canela, cravo-da-índia e erva-doce, também conhecida como anis ou funcho-doce, dependendo das suas variantes. Tradicionalmente o doce é consumido durante a época natalícia, e em algumas regiões no Dia de Reis ou ainda no Dia de Todos os Santos, contudo na região do Norte de Portugal e no arquipélago da Madeira, as broas de mel são confeccionadas durante todo o ano.

## História
Tradicionalmente, o acto de dar e receber broas de mel tem um duplo significado, sendo aplicado o seu termo em duas antigas expressões portuguesas. O primeiro, "receber as broas" significa a recepção de um presente, geralmente dinheiro. E o segundo, "que ricas broas", contém uma ironia; pois "numa altura em que se devia estar a receber uma prenda, se alguém teve qualquer tipo de acidente ou problema que vai fazer despender dinheiro, torna as suas festividades mais pobres". Outra fonte afirma que a oferta e o recebimento de broas representam boas memórias, lembranças ou desejos.

## Variantes

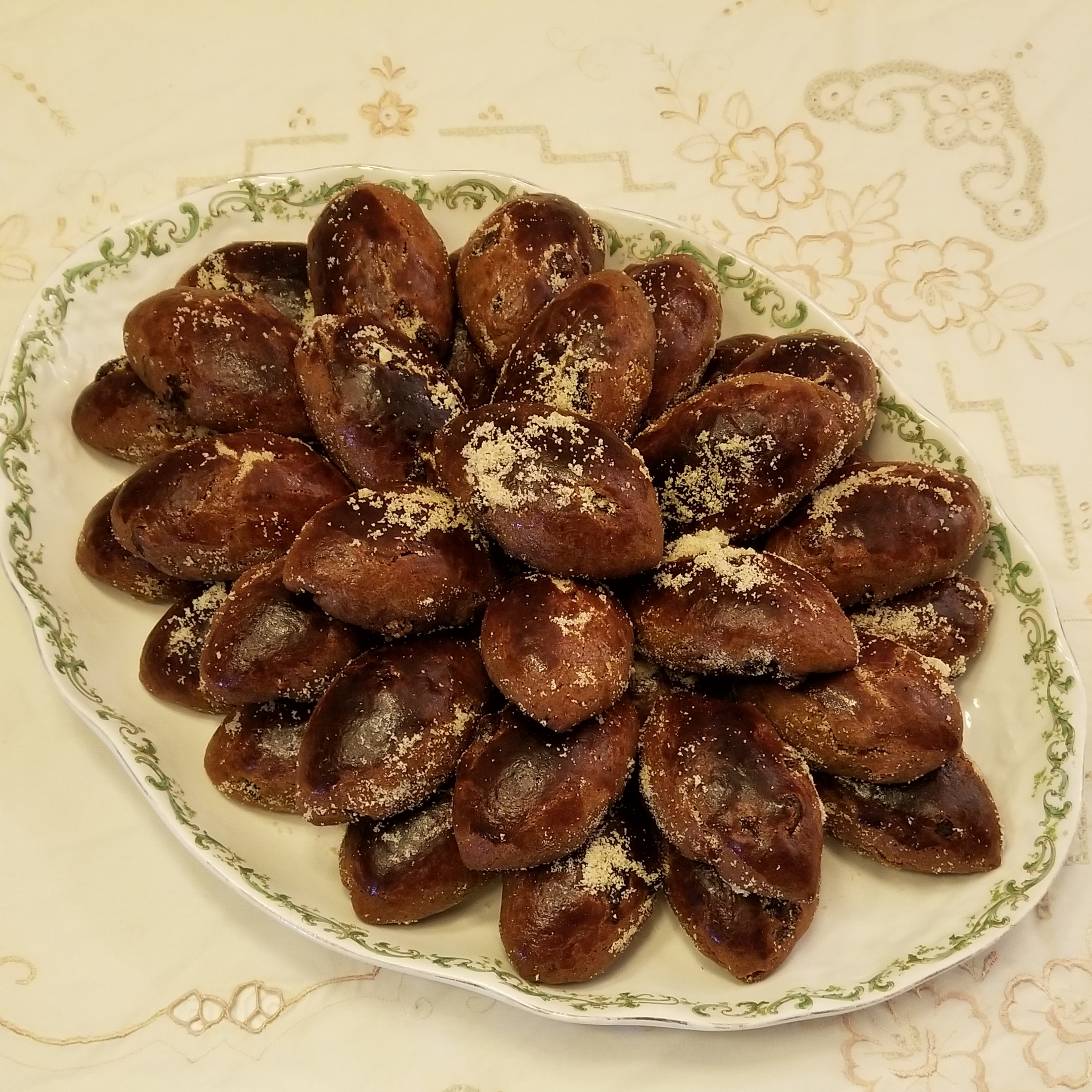
Variante de broa de mel

#### Abrantes
Populares na região de Abrantes, as broas são confeccionadas com mel, açúcar, farinha, azeite, canela e erva-doce, para além de dois ingredientes, extremamente fundamentais para o seu diferente sabor: nozes trituradas e café.

#### Almeirim
Conhecidas como Broas de Almeirim, o doce de forma oval contém, geralmente, miolo de pinhão e vinho doce.

#### Caldas da Rainha
Com uma longa tradição, as broas das Caldas são conhecidas por conterem sultanas, pinhões e amêndoas, para além dos habituais ingredientes.

#### Madeira
Uma das iguarias da gastronomia da Madeira são as broas de mel confeccionadas a partir do mel de cana-de-açúcar. Tradicionalmente, o doce é acompanhado por licores regionais.
Em 2019, as broas de mel-de-cana foram um dos 420 candidatos ao melhor doce de Portugal, no programa da RTP, "7 Maravilhas Doces de Portugal".

#### Torres Novas
Também conhecidas somente como Broas de Torres, a iguaria local é composta por amêndoas inteiras, sendo um dos doces mais afamado da província do Ribatejo.